# Яріх
Яріх (фінік. חַ, івр. ירח) — західносемітський бог Місяця. Власне, його ім'я і перекладають як «Місяць». Вшановували Яріха також під іменем Амму. Поширеними епітетами божества були «освітлювач неба», «запалювач сонму зірок» та «володар серпа».
Збереглася угаритська легенда про сватання Яріха до богині Ніккаль. Батько Ніккаль, Гаргаббі, був проти шлюбу, радив Яріхові одружитися з Підрай, донькою Баала, або ж Ябардамай, донькою Астара, проте зрештою мусив поступитися наполегливості Яріха.
Визнаним центром вшанування місячного бога був Єрихон, про що, зокрема, свідчить і назва цього міста.